# الکسیس امور
الکسیس امور (به انگلیسی: Alexis Amore) با نام حقیقی فابولا ملگار گارسیا متولد ۲۹ دسامبر ۱۹۷۸ یک بازیگر پورنوگرافی، استریپر و مدل اهل پرو است.

## جوایز و نامزد
- بهترین صحنه سکس تمام دخترها - نامزد جایزه ای وی ان ۲۰۰۳
- بهترین اکس اکس اکس ویژه سرگرمی - وان دان دات کام ۲۰۰۴
- بهترین بازیگر - مجله نایتمو ۲۰۰۴
- بهترین اجرای عشوه‌گری - نامزد جایزه ای وی ان ۲۰۰۶
- بهترین صحنه سکس دونفره - نامزد جایزه ای وی ان ۲۰۰۶